# La cavalcata dei diavoli rossi
La cavalcata dei diavoli rossi (Flaming Feather) è un film del 1952 diretto da Ray Enright.
È un western statunitense con Sterling Hayden, Forrest Tucker e Arleen Whelan.

## Trama
Verso la fine dell'Ottocento, un capo bianco mascherato chiamato Sterminatore a capo di un gruppo di pellerossa, assalta e rapina le fattorie. Tex, l'unico superstite di un assalto, giura di vendicare la morte dei suoi compagni coloni e riceve subito un'offerta di aiuto dalla cantante di saloon Caterina, che però gli chiede in cambio di rapire Nora, la figlioccia di un suo debitore, Lucky. Tex rifiuta, protegge Nora, che si innamora ricambiata da lui, e scopre che Lucky è proprio il misterioso Sterminatore; lo insegue e raggiuntolo lo uccide.

## Produzione
Il film, diretto da Ray Enright su una sceneggiatura di Gerald Drayson Adams e, per alcuni dialoghi addizionali, di Frank Gruber e un soggetto dello stesso Adams, fu prodotto da Nat Holt per la Nat Holt Productions e girato nell'Iverson Ranch a Chatsworth (in California) e nei pressi del Montezuma's Castle National Monument a Camp Verde, nel Red Rock Crossing a Sedona e a Sedona (in Arizona) dal 14 novembre a fine dicembre 1950. I titoli di lavorazione furono Fort Savage e Devil's Canyon. Il film doveva originariamente essere interpretato da Gail Russell.
Le riprese subirono alcuni ritardi perché un gruppo di indiani Yavapai, che partecipavano sul set in veste di comparse, si rifiutarono di entrare nel monumento di Montezuma ritenendolo un luogo sacro. Questo gruppo fu poi sostituito da un altro gruppo di nativi Navajo, trasferiti in loco da una riserva.

## Distribuzione
Il film fu distribuito con il titolo Flaming Feather negli Stati Uniti nel febbraio 1952 al cinema dalla Paramount Pictures.
Altre distribuzioni:
- in Belgio il 6 giugno 1952 (De rode prairie-duivels) (Les démons rouges)
- in Danimarca il 6 ottobre 1952 (Skyggen' fra Arizona)
- in Svezia il 20 ottobre 1952 (Skyggen' fra Arizona)
- in Finlandia il 12 dicembre 1952 (Vuoristolinnakkeen valloitus)
- nelle Filippine il 30 dicembre 1952
- in Francia il 13 maggio 1953 (Les flèches brûlées)
- in Portogallo il 14 luglio 1953 (O Grande Baluarte)
- in Giappone il 21 giugno 1955
- in Germania Ovest il 28 febbraio 1956 (Die roten Teufel von Arizona)
- in Austria (Die roten Teufel von Arizona)
- in Brasile (Flechas Incendiárias)
- in Danimarca
- in Spagna (El camino de la venganza)
- in Grecia (Flegomena ftera)
- in Grecia (Flegomeno velos)
- in Italia (La cavalcata dei diavoli rossi)
- in Svezia (Flammande fjädrar)

## Critica
Secondo il Morandini il film è "convenzionale" ma può comunque vantare una "energica regia".